# أوهام مفقودة
أوهام مفقودة (بالفرنسية: Illusions perdues)‏ هو كتاب بقلم الكاتب الفرنسي أونوريه دي بلزاك وكتبه بين عامي 1837 و 1843. ويتكون من ثلاثة أجزاء، تبدأ القصة في محافظات فرنسا، ثم تنتقل إلى باريس، وتعود في النهاية إلى المحافظات. وبالتالي فإنها يشبه رواية أخرى من أعظم روايات بلزاك، وهي الخروف الأسود (بالفرنسية: La Rabouilleuse)‏ التي نشرت عام 1842. إلا أنها تتميز عن روايات وقصص الكوميديا الإنسانية بحكم الحياد الذي يتعامل به مع البعد الجغرافي في الحياة الاجتماعية الفرنسية.

## الكتابة والنشر
نشرت الرواية في ثلاثة أجزاء.
- 1837 - Les Deux Poètes (الشاعران)، باريس: ويرديه
- 1839 - Un grand homme de province à Paris (رجل عظيم من المجافظات في باريس)، باريس: سوفران
- 1843 - ève et David (إيف ودافيد)، باريس: فورن

تختلف عناوين الأجزاء المختلفة المكونة للرواية، والتي ظهرت على فترة ست سنوات، بشكل كبير من طبعة إلى أخرى وأيضا بسبب النشر المسبق في صيغة متسلسلة. تم تأجيل العنوان النهائي للجزء الثالث، Les Souffrances de l’inventeur (آلام المخترع)، من قبل بلزاك على نسخته الشخصية من طبعة فورن من الكوميديا الإنسانية.
تشمل قصة الشاعران سونيتات تلقيها الشخصية الرئيسية. وفي الواقع فقد تمت كتابة هذه الأبيات من قبل أصدقاء بلزاك الشعراء مثل تيوفيل غوتيه.